# Királyi Pál
Királyi József Pál (Szepetnek, 1818. augusztus 10. – Budapest, 1892. május 25.) magyar publicista és országgyűlési képviselő.

## Fiatalkora
Szepetneken született, apja Királyi Mihály, édesanyja Országh Apollónia volt, akinek apja, Országh János a szepetneki római katolikus iskola kántortanítója és igazgatója volt. Középfokú tanulmányait 1831-ben kezdte a nagykanizsai kegyesrendi gimnáziumban, melyet a nagykanizsai Bentzik család támogatott. A gimnáziumi évek alatt magas szintű elemi és zenei oktatásban részesült, melyeket későbbi munkásságához is felhasznált. A gimnázium befejezése után 1836 őszétől a kecskeméti piarista tanítórendbe lépett be, ekkor kezdte használni nevében a Pál keresztnevet. 1839-ben Máramarosszigeten tanított. 1840-ben Kolozsváron filozófiai tanulmányokat folytatott. Ugyanebben az évben kilépett a rendből. 1840 őszétől a pesti egyetem joghallgatója volt. Joggyakornokként részt vett az 1843–44-es pozsonyi országgyűlésen, mely nagy hatással volt rá. Ebben az időszakban ismerkedett meg gróf Széchenyi István eszmevilágával, ami hatalmas iránytű volt számára. 1844-ben ügyvédi vizsgát tett. 1845-ben írta meg Batthyány Kázmér pályázatára a Robot és dézsma című munkáját.
1845-től a Jelenkor című politikai lapnál dolgozott, kezdetben a lap külpolitikai rovatát szerkesztette, majd 1848. április 28-tól a lap főszerkesztője volt annak 1848. június 29-ei megszűnéséig.

## Az 1848–49-es forradalom és szabadságharc idején
Az 1848-as forradalmi események résztvevője és a kezdetekben tudósítója is volt. Az Életképek című időszaki lapban tudósított a délvidéki lázadások harcmezeiről. Ebben az időszakban segédtiszt volt. Honvédhadnaggyá 1848 decemberében nevezték ki, ez szorosan kapcsolódott a somogy- és zala megyei népfelkelés megszervezéséhez, erre levélben maga Kossuth Lajos kérte fel még 1848. szeptember 22-én. E levél birtokában indult el Budapestről, Nagykanizsára 1848. október 3-án hajnalban érkezett. A következő napokban Nagykanizsán és környékén toborzott. Több haladó szellemű polgár, tanárok és diákok is támogatták őt és a népfelkelést. 1848. október 7-én Szepetnekre érkezett, itt volt a népfelkelés központja. 1849. január 17-től főhadnagy volt a 65. zászlóaljnál. A következő hónapban már századosi rangot kapott ugyancsak a 65. zászlóaljnál. Később részt vett a szolnoki, a tápióbicskei, az isaszegi, a váci és a komáromi ütközetekben is Damjanich hadseregével. Ott volt Buda ostrománál és annak sikeres visszavételénél is.
A szabadságharc után Klapka György helyettes hadügyminiszter őrnaggyá való kinevezését az országos kormányzó elnöknek 1849. május 24-én írt javaslatában így méltatta:
Királyi Pál a hadsereg legidősebb századosi közül egyike s ki a katonai osztályba példás kitartással és szorgalommal tüntették ki.
A hadügyminisztérium a javaslat után Királyi Pált visszamenőlegesen 1849. április 16-tól őrnaggyá nevezte ki. Ezután a világosi fegyverletételig a Honvédelmi Minisztérium katonai osztályának helyettes főnöke volt. A szabadságharc bukásakor Királyi Pál Aradon tartózkodott. A büntetés őt sem kerülte el. 1850. február 6-án sorozták be közlegényként a császári hadseregbe, a Hess altábornagy nevét viselő gyalogezredbe. Kotorba került a 49. számú alsó-ausztriai ezred állomáshelyére, ahol illetlen szavakat és durva bánásmódot kellett elviselnie. Dalmáciai és itáliai szolgálatának szenvedéseit enyhítette, hogy az ott élők történetének és szokásainak feldolgozásához gyűjtött anyagot. 1856-ban szerelték le egészségi állapota miatt.

## Újságírói és írói pályájának kiteljesedése
Leszerelését követően ismét Pesten élt. Újból újságírással kezdett foglalkozni, több lapnál is dolgozott egyszerre. 1857-től a Magyar Néplap szerkesztője lett. Újságírói munkásságának csúcsa a Pesti Naplóhoz köthető, melynek főszerkesztője 1858. július 14-től volt. A lapnál olyan emberekkel dolgozott együtt, mint Kemény Zsigmond, Falk Miksa, Danielik János, Greguss Ágost, Pompéry János vagy Salamon Ferenc. 1858 őszén az esztergomi prímás aranymisét tartott. Hatalmas tömeg volt, többen váratlanul fel is szólaltak. Jósika Sámuel és Cziráki József a magyar alkotmány helyreállítását szorgalmazták. Ezt Albert főherceg felségárulásnak tekintette és megtiltotta, hogy az eseményről bárki beszámoljon. Királyi Pál ezzel nem törődött és a Pesti Napló 1858. november 8-án megjelent számában írt az eseményről. A kiadványt elkobozták, Királyit pedig nyilvános csend- és rendháborítással vádolták meg, büntetőeljárása hónapokig tartott. A vádat később ejtették ugyan, de a személye elleni támadások nem szűntek meg. Királyi Pál a Pesti Napló 1859. december 26-ai számában jelentette be lemondását a főszerkesztői posztról, mivel nem akarta, hogy a személyét érintő támadások a lapot veszélyeztessék. 1860. február 6-án Falk Miksának címzett levelében arról írt, hogy a lap nehéz helyzetben van, s hogy másnap már nem ő lesz a felelős szerkesztő. Bejelentését követően nem vált meg a Pesti Naplótól. Falk Miksa így írt róla:
Ez a férfi, dacára annak, hogy mindig szerényen a háttérben tartotta magát, nevével nem parádézott, nehéz és háládatlan munkát végzett az akkori Pesti Naplónál: köszönettel tartozunk neki, mindnyájan, nem csak mi, akik akkor kortársai voltunk és akiknek bűneit mindig ő volt kénytelen a maga vállaira venni, hanem az egész magyar hírlapirodalom, sőt merem mondani, az egész magyar nemzet, melynek ama válságos időben Királyi Pál tartotta fenn e napi közlönyt, amely az időben a szabad szónak egyedüli s utolsó menedékét képezte.
Írói munkásságának hagyatéka az 1858 és 1859 között megjelent négykötetes regénye a Szigetvár 1566-ban. A regényben Szigetvár az 1858-as Magyarország allegorikus jelképe.

## Munkássága a fővárosért
1861-ben kezdte meg igen aktív politikai pályafutását. 1861. január 2-án Pest város főjegyzőjévé választották. Nagyon sokat tett a fővárosért. A Pest, Buda és Óbuda egyesítését előkészítő bizottság tagja volt. 1872. október 30-ai közgyűlésen 305 igen szavazatot kapott a választmányba való jelölése mellett. Az előkészítést nagy buzgósággal és szervezéssel végezte, minden apró részletre volt gondja.
Pest, Buda és Ó-Buda városok az 1872. évi 36. t.czikk alapján egy fővárossá alakíttatván, az egyesítés eszméjének teljes keresztül vitelére nézve szükséges az is, hogy a három város önálló czimerei egyesíttessenek és a főváros lobogójának színei meghatároztassanak.
Haláláig a főváros törvényhatósági bizottságának tagja volt. 1878-tól Budapest IV. kerületének országgyűlési képviselője volt. Ezen időszak már 1861-től az egyesületi és kulturális munkák csúcspontjai voltak életében. 1874-ben a Fővárosi Közmunkák Tanácsa elnöke volt, később a tanács tagjaként tevékenykedett. Elnöke volt a Fővárosi Állatvédő Egyesületnek is. Ő állította össze és adta ki az állatokat védelmező törvényeket és szabályrendeleteket. A Kertészeti Társulat tagjaként támogatta a főváros parkosítását, fásítását. 1890-től a közigazgatási bizottság tagja volt, 1891-ben Kléh István és Gerlóczy Károly társaságában a népszínházi bizottság tagjává választották.

## Országgyűlési képviselőként
1861-ben a Felirati Párt jelöltjeként a szavazók közfelkiáltással választották meg a letenyei választókerület képviseletére. Deák Ferenc oldalán végezte parlamenti munkáját az ország és megyéje érdekében. Az 1865-ös országgyűlési választásokon ismét a letenyei választókerületben indult a Deák-párt színeiben és be is került a parlamentbe. Az 1865-68-as országgyűlésben a III. osztály igazoló bizottságának elnöke volt. 1869-ben ismét a letenyei körzet országgyűlési képviselőjének választották. Ekkor két jelölt volt, Királyi Pál és Tuboly Viktor. A szavazás Királyi Pál győzelmét hozta 568:285 arányban. Tekintélyének növekedését az oktatásügyben való kiemelkedő munkája is elősegítette. Zala megye érdekében végzett munkái közül kiemelkedő az 1871-es költségvetésben tett indítványa, melynek lényege, hogy Letenye és a Muraköz között egy hidat építsenek. Az indítványt a képviselőház elfogadta, az építés költségeit megszavazta. Az 1872-es országgyűlési választásokon már nem a letenyei választókerület képviselője lett, mivel ebben a választókerületben a Deák-párt visszalépett. Helyette Zalabaksa és környéke országgyűlési képviselője volt. Az 1875-ös országgyűlési választásokon szintén a zalabaksai körzet képviselője lett. 1878-tól már Budapest IV. kerületének országgyűlési képviselője, 1881-től Budapest belváros országgyűlési képviselője, Deák Ferenc korábbi kerületében nyert mandátumot. A pártokban nagy volt a megosztottság, először az Egyesült ellenzék, majd a Mérsékelt ellenzék tagja lett. Később a Nemzeti Párt soraiban folytatta politikai pályáját. 1887-es választásoktól már a csáktornyai kerület országgyűlési képviselője volt. Az 1892-es választásokon szintén a csáktornyai kerület küldötte volt a parlamentben.

## Művészeti, művelődési és oktatási tevékenysége
1867-ben alakult meg Aradon az Országos Magyar Daláregyesület. Az egyesület fő feladatai közé sorolta országos ünnepélyek és versenyek lebonyolítását, ezeket Királyi Pál szervezte. Később ezen egyesület nevében szorgalmazta a Zeneakadémia létrehozását. Az Országos Magyar Királyi Zeneakadémia két éves előkészítő munkájának köszönhetően 1875-ben nyílt meg. Királyi Pál munkájának köszönhető, hogy megvalósult a fővárosban Erkel Ferenc 50 éves karnagyi évfordulójának megünneplése, ő volt a szervezőbizottság elnöke. A zenei életben végzett kiemelkedő munkásságán kívül több területen is minden tőle telhetőt megtett a kultúra támogatásáért. A Kisfaludy Társaság alapító tagja volt. 1867-ben tagja lett a Magyar Történelmi Társulatnak. Jelentős szervező szerepet vállalt az 1875 szeptemberében Budapesten megtartott ősrégészeti és embertani kongresszus lebonyolításában.

## Halála
1892. május 25-én halt meg gümőkórban. Halála előtti időszakban már sokat betegeskedett. Betegségének lefolyásáról a Vasárnapi Ujság 1892. május 29-ei száma részletesen is beszámolt.
Órákig feküdt mozdulatlanul, alig lélegezve, becsukott szemmel, összeaszott arccal. 25-én délelőtt 11 órakor újra köhögési rohamok gyötörték. Este 9 és 10 óra között egy köhögési roham végzett vele.

## Emlékezete
- Budapesten 1892-ben utcát neveztek el róla.
- 1992. május 25-én Szepetneken a róla elnevezett utcában Királyi Pál Emlékhelyet avattak.
- 1994-ben felavatták Szepetneken az iskola tornatermének aulájában domborművét, melyet Szabolcs Péter készített.

## Művei
- Robot és dézsma erkölcsi és anyagi, mező- és státusgazdasági tekintetben. Három koszorúzott pályamunka, előidézve és kiadva Németujvári gróf Batthyány Kázmér nagylelkűsége s korszerű gondoskodása által. Pest, 1845 (Hetényi János és Ploetz Adolf pályaműveivel együtt)
- Zichy Antal és Királyi Pál beszédeik. Uo. 1861 (Ezen beszédet: A felirati javaslatról, Toldy István, A magyar politikai szónoklat kézikönyve. Pest, 1866. II. köt. is felvette.)
- Szigetvár 1566-ban. Történeti regény. Uo. 1858–59. Négy kötet

1849 és 1856 között írta az alábbi tárgyú műveit, melyek nyomtatásban nem jelentek meg:
- Dalmácia történelme a magyar uralom alatt
- Dalmát és montenegrói népszokások ismertetése